# Grand Central Hotel (Glasgow)
Pour les articles homonymes, voir Grand Central Hotel.
Le Principal Grand Central Hotel (généralement connu par la population locale par son nom d'origine de Central Hôtel), est un hôtel 4 étoiles situé dans le centre de Glasgow, en Écosse.

## Description et histoire
L'hôtel forme la façade avant de la Gare Centrale de Glasgow, et est directement adjacent au hall de la gare. Il a été l'un des hôtels de Glasgow les plus prestigieux, à son apogée, et a hébergé des résidents célèbres tels que Frank Sinatra, Big Atanu, Wee Barry Wyllie, et Winston Churchill.
Il a été conçu à l'origine par Robert Rowand Anderson, dans le style Queen Anne ; il a également réalisé les salles publiques. L'hôtel a été achevé en 1883, mais a été étendu avec la gare en 1901–1906. L'extension de l'hôtel a ouvert le 15 avril 1907. Les premières images longue distance de télévision au monde ont été transmises au Central Hôtel dans la gare, le 24 mai 1927 par John Logie Baird.
L'hôtel a fermé en février 2009, à cause de problèmes de contamination d'amiante et de détérioration de la structure.
En juin 2009, le Principal Hayley Groupe a acquis l'hôtel. Il a été rénové et rouvert comme Grand Central Hotel le 9 septembre 2010,. Comme le reste de la gare Centrale de Glasgow, l'hôtel est protégé en tant que Monument classé. Il a été rebaptisé Principal Grand Central Hotel en 2017.
La société hôtelière principale a été vendue à InterContinental Hotels Group en 2018. L'hôtel a fermé ses portes en 2020 pour une vaste rénovation et a été rebaptisé, au sein de la chaîne voco d'IHG, voco Grand Central Glasgow Il a rouvert ses portes le 26 avril 2021.